# Praxis porphyretica
Praxis porphyretica Guénée, 1858, è un lepidottero appartenente alla famiglia Erebidae, endemico dell'Australia.